# Österreichische Badmintonmeisterschaft
Österreichische Einzelmeisterschaften im Badminton werden seit 1958 ausgetragen. Ein Jahr später startete der Teamwettbewerb, 1964 kamen die internationalen Meisterschaften dazu. Die Junioren ermitteln ebenfalls seit 1958 ihre Titelträger.

## Die österreichischen Meister
| Saison | Herreneinzel        | Dameneinzel           | Herrendoppel                     | Damendoppel                              | Mixed                                  |
| ------ | ------------------- | --------------------- | -------------------------------- | ---------------------------------------- | -------------------------------------- |
| 1958   | Helmut Kraule       | Lotte Heri            | Valentin Taupe August Woschitz   | Hilde Taupe Anni Taupe                   | Bernd Frohnwieser Hilde Themel         |
| 1959   | Bernd Frohnwieser   | Hilde Taupe           | Hans Fauland Heinz Gertz         | Lotte Heri Anni Ninaus                   | Bernd Frohnwieser Hilde Themel         |
| 1960   | Bernd Frohnwieser   | Lotte Heri            | Bernd Frohnwieser Heinz Ottmann  | Hilde Taupe Anni Taupe                   | Bernd Frohnwieser Hilde Themel         |
| 1961   | Fritz Plockinger    | Hilde Taupe           | Bernd Frohnwieser Heinz Ottmann  | Hilde Taupe Anni Taupe                   | Hermann Fröhlich Lore Voit             |
| 1962   | Heinz Ottmann       | Britta Kajdasz        | Franz Fuchs Kurt Achtleitner     | Britta Kajdasz Christa Schlogl           | Hermann Fröhlich Lore Voit             |
| 1963   | Reinhold Pum        | Britta Kajdasz        | Reinhold Pum Karl Buchart        | Lore Voit Brigitte Hlinka                | Reinhold Pum Brigitte Hlinka           |
| 1964   | Reinhold Pum        | Hilde Kreulitsch      | Reinhold Pum Karl Buchart        | Lore Voit Brigitte Hlinka                | Hermann Fröhlich Lore Voit             |
| 1965   | Reinhold Pum        | Hilde Kreulitsch      | Reinhold Pum Karl Buchart        | Elisabeth Wieltschnig Ingrid Wieltschnig | Hermann Fröhlich Lore Voit             |
| 1966   | Reinhold Pum        | Elisabeth Wieltschnig | Franz Fuchs Erwin Kirchhofer     | Elisabeth Wieltschnig Ingrid Wieltschnig | Reinhold Pum Ingrid Wieltschnig        |
| 1967   | Hermann Fröhlich    | Ingrid Wieltschnig    | Bernd Frohnwieser Reinhold Pum   | Elisabeth Wieltschnig Ingrid Wieltschnig | Reinhold Pum Ingrid Wieltschnig        |
| 1968   | Reinhold Pum        | Ingrid Wieltschnig    | Reinhold Pum Leopold Bauer       | Elisabeth Wieltschnig Ingrid Wieltschnig | Reinhold Pum Ingrid Wieltschnig        |
| 1969   | Hermann Fröhlich    | Ingrid Wieltschnig    | Reinhold Pum Leopold Bauer       | Elisabeth Wieltschnig Ingrid Wieltschnig | Hermann Fröhlich Lore König            |
| 1970   | Hermann Fröhlich    | Hilde Kreulitsch      | Erwin Kirchhofer Karl Klesadl    | Elisabeth Wieltschnig Ingrid Wieltschnig | Hermann Fröhlich Lore König            |
| 1971   | Hermann Fröhlich    | Ingrid Wieltschnig    | Alfred Hofer Dieter Hofer        | Elisabeth Wieltschnig Ingrid Wieltschnig | Reinhold Pum Friederike Pum            |
| 1972   | Alfred Hofer        | Ingrid Wieltschnig    | Leopold Bauer Alfred Kohlhauser  | Elisabeth Wieltschnig Ingrid Wieltschnig | Siegfried Jost Ingrid Wieltschnig      |
| 1973   | Hermann Fröhlich    | Elisabeth Wieltschnig | Alfred Hofer Dieter Hofer        | Elisabeth Wieltschnig Ingrid Potocnik    | Hermann Fröhlich Lore König            |
| 1974   | Hermann Fröhlich    | Brigitte Reichmann    | Alfred Hofer Dieter Hofer        | Elisabeth Wieltschnig Ingrid Potocnik    | Hermann Fröhlich Lore König            |
| 1975   | Reinhold Pum        | Brigitte Reichmann    | Johann Ratheyser Gerald Hofegger | Elisabeth Schechtner Brigitte Reichmann  | Hermann Fröhlich Lore König            |
| 1976   | Reinhold Pum        | Ingrid Potocnik       | Johann Ratheyser Gerald Hofegger | Elisabeth Wieltschnig Ingrid Potocnik    | Gerald Hofegger Ingrid Potocnik        |
| 1977   | Hermann Fröhlich    | Renate Dietrich       | Johann Ratheyser Gerald Hofegger | Hilde Kreulitsch Renate Dietrich         | Ernst Stingl Hilde Kreulitsch          |
| 1978   | Johann Ratheyser    | Elisabeth Wieltschnig | Johann Ratheyser Gerald Hofegger | Elisabeth Wieltschnig Brigitte Reichmann | Gerald Hofegger Hilde Kreulitsch       |
| 1979   | Johann Ratheyser    | Renate Dietrich       | Johann Ratheyser Gerald Hofegger | Hertha Obritzhauser Brigitte Reichmann   | Johann Ratheyser Brigitte Reichmann    |
| 1980   | Gerald Hofegger     | Hertha Obritzhauser   | Johann Ratheyser Gerald Hofegger | Hertha Obritzhauser Brigitte Reichmann   | Johann Ratheyser Brigitte Reichmann    |
| 1981   | Peter Moritz        | Hertha Obritzhauser   | Johann Ratheyser Gerald Hofegger | Hertha Obritzhauser Brigitte Reichmann   | Alexander Almer Hertha Obritzhauser    |
| 1982   | Klaus Fischer       | Hertha Obritzhauser   | Klaus Fischer Heinz Fischer      | Elisabeth Wieltschnig Ingrid Potocnik    | Alexander Almer Hertha Obritzhauser    |
| 1983   | Klaus Fischer       | Hertha Obritzhauser   | Johann Ratheyser Gerald Hofegger | Elisabeth Wieltschnig Ingrid Potocnik    | Alexander Almer Hertha Obritzhauser    |
| 1984   | Klaus Fischer       | Hertha Obritzhauser   | Johann Ratheyser Gerald Hofegger | Hertha Obritzhauser Brigitta Wastl       | Alexander Almer Hertha Obritzhauser    |
| 1985   | Klaus Fischer       | Hertha Obritzhauser   | Klaus Fischer Heinz Fischer      | Elisabeth Wieltschnig Hilde Kreulitsch   | Alexander Almer Hertha Obritzhauser    |
| 1986   | Heinz Fischer       | Hertha Obritzhauser   | Klaus Fischer Heinz Fischer      | Hertha Obritzhauser Brigitta Wastl       | Alexander Almer Hertha Obritzhauser    |
| 1987   | Tariq Farooq        | Sabine Ploner         | Klaus Fischer Heinz Fischer      | Sabine Ploner Gabriele Kumpfmüller       | Heinz Fischer Elisabeth Wieltschnig    |
| 1988   | Klaus Fischer       | Sabine Ploner         | Klaus Fischer Heinz Fischer      | Sabine Ploner Gabriele Kumpfmüller       | Klaus Fischer Sabine Ploner            |
| 1989   | Klaus Fischer       | Sabine Ploner         | Klaus Fischer Heinz Fischer      | Sabine Ploner Brigitta Wastl             | Klaus Fischer Sabine Ploner            |
| 1990   | Jürgen Koch         | Sabine Ploner         | Jürgen Koch Hannes Fuchs         | Sabine Ploner Sigrun Ploner              | Klaus Fischer Sabine Ploner            |
| 1991   | Jürgen Koch         | Sabine Ploner         | Jürgen Koch Harald Koch          | Sabine Ploner Sigrun Ploner              | Heinz Fischer Sabine Ploner            |
| 1992   | Hannes Fuchs        | Sabine Ploner         | Hannes Fuchs Heimo Götschl       | Sabine Ploner Sigrun Ploner              | Heinz Fischer Sabine Ploner            |
| 1993   | Hannes Fuchs        | Sigrun Ploner         | Jürgen Koch Harald Koch          | Sabine Ploner Sigrun Ploner              | Heinz Fischer Sabine Ploner            |
| 1994   | Hannes Fuchs        | Irina Serova          | Jürgen Koch Harald Koch          | Sabine Ploner Sigrun Ploner              | Vladimir Serov Irina Serova            |
| 1995   | Jürgen Koch         | Verena Fastenbauer    | Heimo Götschl Kai Abraham        | Sabine Ploner Sigrun Ploner              | Kai Abraham Sigrun Ploner              |
| 1996   | Peter Kreulitsch    | Verena Fastenbauer    | Heimo Götschl Harald Koch        | Sabine Ploner Verena Fastenbauer         | Heinz Fischer Sabine Ploner            |
| 1997   | Jürgen Koch         | Verena Fastenbauer    | Jürgen Koch Harald Koch          | Bettina Weilguni Irina Serova            | Jürgen Koch Irina Serova               |
| 1998   | Jürgen Koch         | Irina Serova          | Heimo Götschl Kai Abraham        | Bettina Weilguni Irina Serova            | Harald Koch Bettina Weilguni           |
| 1999   | Jürgen Koch         | Irina Serova          | Jürgen Koch Harald Koch          | Bettina Weilguni Irina Serova            | Harald Koch Bettina Weilguni           |
| 2000   | Jürgen Koch         | Simone Prutsch        | Jürgen Koch Harald Koch          | Bettina Weilguni Irina Serova            | Harald Koch Bettina Weilguni           |
| 2001   | Jürgen Koch         | Simone Prutsch        | Jürgen Koch Harald Koch          | Bettina Weilguni Irina Serova            | Harald Koch Bettina Weilguni           |
| 2002   | Jürgen Koch         | Verena Fastenbauer    | Jürgen Koch Harald Koch          | Simone Prutsch Sabine Franz              | Harald Koch Bettina Weilguni           |
| 2003   | Jürgen Koch         | Simone Prutsch        | Heimo Götschl Martin de Jonge    | Simone Prutsch Sabine Franz              | Michael Lahnsteiner Verena Fastenbauer |
| 2004   | Jürgen Koch         | Simone Prutsch        | Heimo Götschl Martin de Jonge    | Simone Prutsch Sabine Franz              | Harald Koch Verena Fastenbauer         |
| 2005   | Jürgen Koch         | Simone Prutsch        | Harald Koch Peter Zauner         | Simone Prutsch Sabine Franz              | Michael Lahnsteiner Tina Riedl         |
| 2006   | Peter Zauner        | Simone Prutsch        | Harald Koch Peter Zauner         | Simone Prutsch Sabine Franz              | Michael Lahnsteiner Tina Riedl         |
| 2007   | Jürgen Koch         | Simone Prutsch        | Heimo Götschl Manuel Berger      | Miriam Gruber Tina Riedl                 | Michael Lahnsteiner Tina Riedl         |
| 2008   | Jürgen Koch         | Miriam Gruber         | Harald Koch Peter Zauner         | Iris Freimüller Karina Lengauer          | Roman Zirnwald Tina Riedl              |
| 2009   | Peter Zauner        | Claudia Mayer         | Jürgen Koch Peter Zauner         | Belinda Heber Elisabeth Baldauf          | Jürgen Koch Zhu Niannian               |
| 2010   | Michael Lahnsteiner | Claudia Mayer         | Jürgen Koch Peter Zauner         | Iris Freimüller Tina Riedl               | Jürgen Koch Zhu Niannian               |
| 2011   | Michael Lahnsteiner | Claudia Mayer         | Jürgen Koch Peter Zauner         | Belinda Heber Alexandra Mathis           | Roman Zirnwald Simone Prutsch          |
| 2012   | Luka Wraber         | Claudia Mayer         | Jürgen Koch Peter Zauner         | Elisabeth Baldauf Alexandra Mathis       | Roman Zirnwald Elisabeth Baldauf       |
| 2013   | David Obernosterer  | Simone Prutsch        | Daniel Graßmück Roman Zirnwald   | Elisabeth Baldauf Alexandra Mathis       | Roman Zirnwald Elisabeth Baldauf       |
| 2014   | David Obernosterer  | Alexandra Mathis      | Jürgen Koch Peter Zauner         | Elisabeth Baldauf Belinda Heber          | Roman Zirnwald Elisabeth Baldauf       |
| 2015   | Matthias Almer      | Elisabeth Baldauf     | Jürgen Koch Peter Zauner         | Elisabeth Baldauf Iris Freimüller        | Roman Zirnwald Elisabeth Baldauf       |
| 2016   | Luka Wraber         | Katrin Neudolt        | Jürgen Koch Peter Zauner         | Anna Demmelmayer Jenny Ertl              | Roman Zirnwald Sonja Langthaler        |
| 2017   | Luka Wraber         | Jenny Ertl            | Jürgen Koch Peter Zauner         | Serena Au Yeong Sabrina Herbst           | Roman Zirnwald Sonja Langthaler        |
| 2018   | Luka Wraber         | Jenny Ertl            | Daniel Graßmück Roman Zirnwald   | Serena Au Yeong Sabrina Herbst           | Roman Zirnwald Elisabeth Baldauf       |
| 2019   | Leon Seiwald        | Bianca Schiester      | Philip Birker Dominik Stipsits   | Réka Sárosi Bianca Schiester             | Dominik Stipsits Serena Au Yeong       |
| 2020   | Wolfgang Gnedt      | Katrin Neudolt        | Philip Birker Dominik Stipsits   | Katharina Hochmeir Serena Au Yeong       | Philip Birker Katharina Hochmeir       |
| 2021   | Wolfgang Gnedt      | Katrin Neudolt        | Philip Birker Dominik Stipsits   | Serena Au Yeong Katharina Hochmeir       | Philip Birker Katharina Hochmeir       |
| 2022   | Luka Wraber         | Katrin Neudolt        | Philip Birker Philipp Drexler    | Réka Sárosi Bianca Schiester             | Philip Birker Katharina Hochmeir       |
| 2023   | Luka Wraber         | Katrin Neudolt        | Philip Birker Philipp Drexler    | Serena Au Yeong Katharina Hochmeir       | Philip Birker Serena Au Yeong          |
| 2024   | Kai Niederhuber     | Carina Meinke         | Philip Birker Philipp Drexler    | Serena Au Yeong Katharina Hochmeir       | Kai Niederhuber Anna Hagspiel          |
| 2025   | Wolfgang Gnedt      | Katrin Neudolt        | Wolfgang Gnedt Kai Niederhuber   | Serena Au Yeong Anna Hagspiel            | Kai Niederhuber Anna Hagspiel          |

## Erfolgreichste Teilnehmer
Mindestens 10 Titel im Erwachsenenbereich (Einzel, Doppel, Mixed)
| Name                  | Einzeltitel | Doppeltitel | Mixed Titel | Gesamt |
| --------------------- | ----------- | ----------- | ----------- | ------ |
| Jürgen Koch           | 14          | 17          | 3           | 34     |
| Sabine Ploner         | 6           | 10          | 7           | 23     |
| Elisabeth Wieltschnig | 3           | 15          | 1           | 19     |
| Reinhold Pum          | 7           | 6           | 5           | 18     |
| Hertha Obritzhauser   | 7           | 5           | 6           | 18     |
| Harald Koch           | 0           | 12          | 6           | 18     |
| Ingrid Wieltschnig    | 5           | 8           | 4           | 17     |
| Hermann Fröhlich      | 7           | 0           | 9           | 16     |
| Klaus Fischer         | 6           | 6           | 3           | 15     |
| Simone Prutsch        | 8           | 5           | 1           | 14     |
| Peter Zauner          | 2           | 11          | 0           | 13     |
| Johann Ratheyser      | 2           | 9           | 2           | 13     |
| Gerald Hofegger       | 1           | 9           | 2           | 12     |
| Heinz Fischer         | 1           | 6           | 5           | 12     |
| Elisabeth Baldauf     | 1           | 5           | 5           | 11     |
| Roman Zirnwald        | 0           | 2           | 9           | 11     |
| Irina Serova          | 3           | 5           | 2           | 10     |
| Bettina Weilguni      | 0           | 5           | 5           | 10     |